# Lucas Achtschellinck

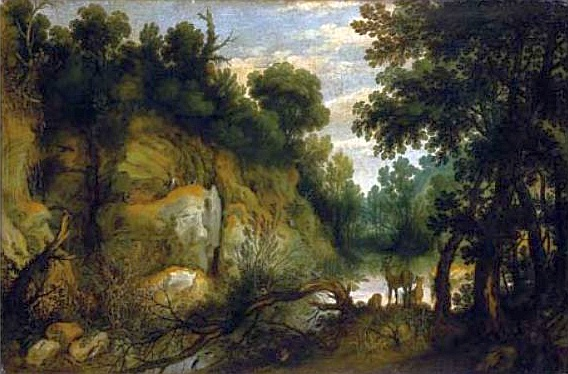
Flusslandschaft mit Tieren

Lucas Achtschellinck (* 16. Januar 1626 in Brüssel; † 12. Mai 1699) war ein flämischer Landschaftsmaler.
1639 wurde Achtschellinck als Schüler von Peter van der Borcht in die Brüsseler Malergilde aufgenommen und wurde stark beeinflusst von Jacques d’Arthois. 1657 wurde er als Freimeister in Brüssel zugelassen. Seine Bilder zeichnen sich aus durch Großräumigkeit der Bilder, ein kräftiges Grün und eine etwas derbe Formanschauung.
Am 13. März 1674 heiratete er Anna Parys.